# Стадион Мбомбела
Стадион Мбомбела (енгл. Mbombela Stadium) је стадион у Мбомбели, Јужноафричка Република, један од десет стадиона домаћина на Светском првенству у фудбалу 2010. Стадион је отворен 2009. године, а цена изградње је била 140 милиона долара. Капацитет стадиона је 43.589 седећих места.

## Утакмице СП 2010.
На Светском првенству у фудбалу 2010. стадион је био домаћин четири утакмице групне фазе такмичења.
| Датум         | Време (UTC+2) | 1. Тим         | Рез. | 2. Тим          | Коло    | Гледалаца |
| ------------- | ------------- | -------------- | ---- | --------------- | ------- | --------- |
| 16. јун 2010. | 13:30         | Хондурас       | 0–1  | Чиле            | Група Х | 32.664    |
| 20. јун 2010. | 16:00         | Италија        | 1–1  | Нови Зеланд     | Група Ф | 38.229    |
| 23. јун 2010. | 20:30         | Аустралија     | 2–1  | Србија          | Група Д | 37.836    |
| 25. јун 2010. | 16:00         | Северна Кореја | 0–3  | Обала Слоноваче | Група Г | 34.763    |